# (35009) 1980 US1
(35009) 1980 US1 es un asteroide perteneciente al cinturón de asteroides, descubierto el 31 de octubre de 1980 por Schelte John Bus desde el Observatorio del Monte Palomar, Estados Unidos.

## Designación y nombre
Designado provisionalmente como 1980 US1.

## Características orbitales
1980 US1 está situado a una distancia media del Sol de 2,310 ua, pudiendo alejarse hasta 2,796 ua y acercarse hasta 1,823 ua. Su excentricidad es 0,210 y la inclinación orbital 4,404 grados. Emplea 1282,43 días en completar una órbita alrededor del Sol.

## Características físicas
La magnitud absoluta de 1980 US1 es 15,7. 